# Facultad de Derecho de la Universidad de São Paulo
La Facultad de Derecho de la Universidad de Sao Paulo (FDUSP), también conocida como Facultad de Derecho del Largo de São Francisco  o simplemente «La São Francisco» es una institución de enseñanza superior integrante de la Universidad de São Paulo, cuyas actividades principales son la enseñanza y la investigación en el ámbito del Derecho.

## Historia

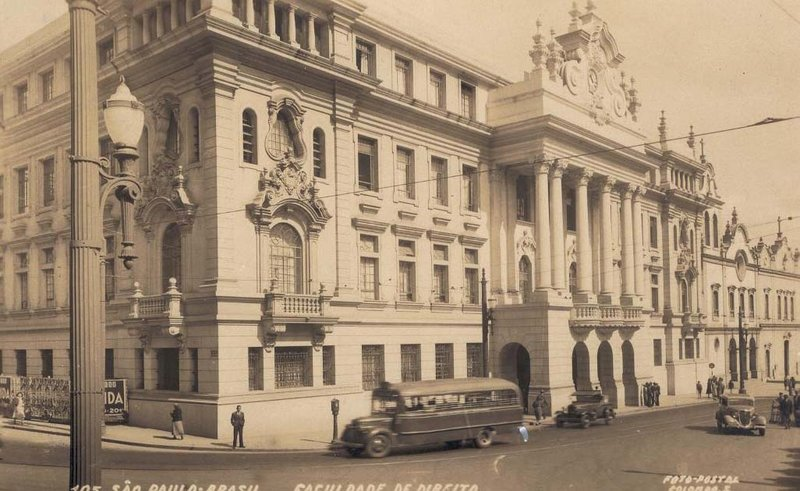
La Facultad de Derecho en foto de la década de 1950.

La institución más antigua de educación superior denominada Facultad en Brasil creada en conjunto con la Facultad de Derecho de Olinda (más tarde trasladada para Recife, y posteriormente tomada por la Universidad Federal de Pernambuco), una de las mejores en lo que respecta a la educación jurídica, la Facultad de Derechode la Universidad de São Paulo, también conocida como As Arcadas, fue creada por ley imperial del 11 de agosto de 1827 habiendo sido incorporada a la Universidad de São Paulo en el momento de su fundación en el año 1934. Surgida unos cuantos años después la proclamación de la Independencia de Brasil, se dedicaba a formar gobernadores y administradores públicos, habiendo sido fundamental para la consolidación del Imperio de Brasil.

## XI de Agosto

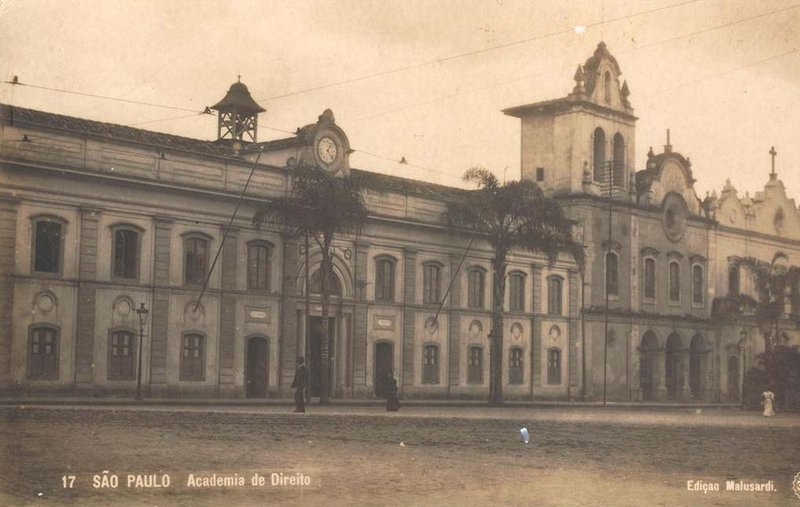
Antiguo inmueble de la Facultad de Derecho de la Universidad de São Paulo

El centro académico de la facultad es nombrado en honor a la fecha de la ley que creó las primeras facultades de derecho en el país, en São Paulo y Olinda.
El Centro Académico XI de Agosto es el centro más antiguo e importante en el país, con una gran participación histórica, especialmente en tiempos de la defensa del Estado democrático de derecho, como el vivido, por ejemplo, durante los años de la dictadura militar en Brasil (1964-1985).
Asociación Atlética
La Asociación Atlética Académica XI de Agosto es una asociación deportiva estudiantil de la Facultad de Derecho del Largo de São Francisco. Fue fundada el 11 de agosto de 1933.
Actualmente, la AAA XI de Agosto cuenta con más de 300 miembros y participa activamente de las mayores competiciones del calendario universitario nacional, siendo fundadora de la mayoría de estas (destacándose la fundación de la Federación Universitaria Paulista de Deportes).
Campeonatos de que participa: Juegos Jurídicos Estaduales, InterUSP, Liga Jurídica Nacional, JUP, JUSP, Copa USP, BichUSP e Beach Games.
Departamento Jurídico XI de Agosto
Entidad fundada en 1919 y unida al Centro Académico XI de Agosto, es responsable en ofrecer asistencia jurídica gratuita. El Departamento Jurídico XI de Agosto es la mayor y más antigua organización no gubernamental para asistencia jurídica gratuita de América Latina.
Fue declarado entidad de utilidad pública estadual (Ley Nº 3287/57) y municipal (Decreto Nº 3883/58). Su estructura es responsable de cerca de 570 asistencias mensuales, totalizando más de 2.500 acciones actualmente patrocinadas. Estos números no son mayores debido a sus limitaciones estructurales, financieras y de recursos humanos.
Revista O Onze de Agosto

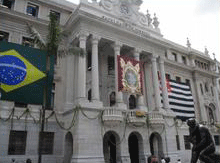
Facultad de Derecho

Fundada el 11 de agosto de 1903 por el entonces académico José Bento de Monteiro Lobato, siendo originalmente parte del Centro Académico XI de Agosto, la revista O Onze de Agosto ha sido el principal órgano de difusión de ideas en las «Arcadas». Fue prohibida su circulación en los años de la dictadura militar. Luego de resurgir como periódico en la década de 1980, O Onze de Agosto se vuelve revista, dirigida por un consejo editorial independiente y electo anualmente por los estudiantes de la Facultad. Circula ininterrumpidamente entre los años 1995 y 2000. En esa época reunió ensayos de juristas y entrevistó personalidades. Sigiuiendo las tradiciones de la Academia, O Onze de Agosto hiberna desde entonces y aguarda por una nueva generación para resurgir renovada, pero fue reemplazada por el periódico O Pátio como territorio libre para los debates de la Vieja Academia.

## Directores
1. 1827-1833 - José Arouche de Toledo Rendon
2. 1833-1835 - Carlos Carneiro de Campos (Visconde de Caravelas)
3. 1835-1836 - José da Costa Carvalho (Marquês de Monte Alegre)
4. 1837-1842 - Nicolau Pereira de Campos Vergueiro
5. 1858-1864 - Manuel Joaquim do Amaral Gurgel
6. 1865-1882 - Vicente Pires da Mota
7. 1883-1890 - André Augusto de Pádua Fleury
8. 1890-1891 - Carlos Leôncio da Silva Carvalho
9. 1891-1902 - Joaquim Inácio Ramalho (Barão de Ramalho)
10. 1903-1904 - João Pereira Monteiro
11. 1904-1908 - Vicente Mamede de Freitas
12. 1908-1912 - Antônio Dino da Costa Bueno
13. 1912-1915 - João Mendes de Almeida Júnior
14. 1916-1925 - Uladislau Herculano de Freitas
15. 1926-1930 - Antônio Januário Pinto Ferraz
16. 1930-1931 - Reinaldo Porchat
17. 1931-1935 - José de Alcântara Machado de Oliveira
18. 1935-1938 - Francisco Antônio de Almeida Morato
19. 1938-1938 - Spencer Vampré
20. 1939-1940 - Sebastião Soares de Faria
21. 1941-1942 - José Joaquim Cardoso de Melo Neto
22. 1943-1944 - Honório Fernandes Monteiro
23. 1945-1948 - Gabriel José Rodrigues de Resende Filho
24. 1949-1955 - Brás de Sousa Arruda
25. 1956-1958 - Alvino Ferreira Lima
26. 1959-1962 - Luís Antônio da Gama e Silva
27. 1963-1966 - Luís Eulálio de Bueno Vidigal
28. 1967-1969 - Alfredo Buzaid
29. 1969-1973 - José Pinto Antunes
30. 1973-1974 - Manuel Gonçalves Ferreira Filho
31. 1974-1978 - Rui Barbosa Nogueira
32. 1978-1982 - Antônio Chaves
33. 1982-1986 - Vicente Marotta Rangel
34. 1986-1990 - Dalmo de Abreu Dallari
35. 1990-1994 - Antonio Junqueira de Azevedo
36. 1994-1998 - Álvaro Villaça Azevedo
37. 1998-2002 - Ivette Senise Ferreira
38. 2002-2006 - Eduardo Cesar Silveira Vita Marchi
39. 2006-2010 - João Grandino Rodas
40. 2010-2014 - "Antônio Magalhães Gomes Filho"
41. 2014-2018 - José Rogério Cruz e Tucci
42. 2018-2022 - Floriano de Azevedo Marques Neto
43. 2022-         - Celso Fernandes Campilongo